# Snowboard-Juniorenweltmeisterschaften 2006
Die 10. FIS Snowboard-Juniorenweltmeisterschaften fand vom 3. bis zum 6. Februar 2006 im Vivaldi Park, Südkorea statt. Ausgetragen wurden Wettkämpfe im Parallel-Riesenslalom, Snowboardcross, Halfpipe und Big Air.

## Medaillenspiegel
| Platz | Land               | Gold | Silber | Bronze | Gesamt |
| ----- | ------------------ | ---- | ------ | ------ | ------ |
| 1     | Schweiz            | 2    | -      | 1      | 3      |
| 2     | Russland           | 2    | -      | -      | 2      |
| 3     | Kanada             | 1    | 2      | -      | 3      |
| 4     | Vereinigte Staaten | 1    | 1      | 1      | 3      |
| 5     | Norwegen           | 1    | 1      | -      | 2      |
| 6     | Japan              | 1    | -      | -      | 1      |
| 7     | Finnland           | -    | 2      | 2      | 4      |
| 8     | Italien            | -    | 1      | 1      | 2      |
| 9     | Deutschland        | -    | 1      | -      | 1      |
| 10    | Österreich         | -    | -      | 2      | 2      |
| 11    | Frankreich         | -    | -      | 1      | 1      |
|       | Gesamt             | 8    | 8      | 8      | 24     |

## Ergebnisse Frauen

### Parallel-Riesenslalom
| Platz | Land        | Sportlerin              |
| ----- | ----------- | ----------------------- |
| 1     | Russland    | Jekaterina Tudegeschewa |
| 2     | Deutschland | Isabella Laböck         |
| 3     | Österreich  | Julia Dujmovits         |
| 4     | Japan       | Sayuri Hashimoto        |
| 5     | Polen       | Karolina Sztokfisz      |
| 6     | Deutschland | Selina Jörg             |
| 7     | Bulgarien   | Alexandra Schekowa      |
| 8     | Schweiz     | Patrizia Kummer         |

Datum: 6. Februar 2006

Es waren 52 Teilnehmerinnen am Start.

Weitere Teilnehmerinnen aus deutschsprachigen Ländern:

 Maria Ramberger: 10. Platz

 Susanne Moll: 11. Platz

 Jennifer Röck: 20. Platz

 Rosa Czipf: 22. Platz

 Corinna Färbinger: 24. Platz

 Sarah Brügger: 28. Platz

 Marzia Di Bella: 33. Platz

### Snowboardcross
| Platz | Land               | Sportlerin              |
| ----- | ------------------ | ----------------------- |
| 1     | Kanada             | Christelle Doyon        |
| 2     | Norwegen           | Helene Olafsen          |
| 3     | Österreich         | Julia Dujmovits         |
| 4     | Österreich         | Maria Ramberger         |
| 5     | Frankreich         | Océane Pozzo            |
| 6     | Vereinigte Staaten | Callan Chythlook-Sifsof |
| 7     | Bulgarien          | Alexandra Schekowa      |
| 8     | Österreich         | Corinna Färbinger       |

Datum: 3. Februar 2006

Es waren 44 Teilnehmerinnen am Start.

Weitere Teilnehmerinnen aus deutschsprachigen Ländern:

 Susanne Moll: 9. Platz

 Simone Meiler: 12. Platz

 Marzia Di Bella: 13. Platz

 Eva Lindbichler: 14. Platz

 Émilie Aubry: 18. Platz

 Lara James: 20. Platz

### Halfpipe
| Platz | Land               | Sportlerin             |
| ----- | ------------------ | ---------------------- |
| 1     | Vereinigte Staaten | Clair Bidez            |
| 2     | Vereinigte Staaten | Ellery Hollingsworth   |
| 3     | Schweiz            | Sina Candrian          |
| 4     | Finnland           | Meri Peltonen          |
| 5     | Frankreich         | Anne Sophie Pellissier |
| 6     | Japan              | Rika Hatta             |
| 7     | Russland           | Swetlana Winogradowa   |
| 8     | Kanada             | Alexandra Duckworth    |

Datum: 4. Februar 2006

Es waren 29 Teilnehmerinnen am Start.

Weitere Teilnehmerinnen aus deutschsprachigen Ländern:

 Émilie Aubry: 9. Platz

 Eva Lindbichler: 18. Platz

 Melanie Hofmeister: 20. Platz

### Big Air
| Platz | Land               | Sportlerin          |
| ----- | ------------------ | ------------------- |
| 1     | Schweiz            | Sina Candrian       |
| 2     | Kanada             | Alexandra Duckworth |
| 3     | Finnland           | Meri Peltonen       |
| 4     | Vereinigte Staaten | Allyson Carroll     |
| 5     | Österreich         | Eva Lindbichler     |
| 6     | Vereinigte Staaten | Jordan Karlinski    |
| 7     | Australien         | Courtney Phillipson |
| 8     | Finnland           | Anna Jalasti        |

Datum: 5. Februar 2006

Es waren 17 Teilnehmerinnen am Start.

Weitere Teilnehmerinnen aus deutschsprachigen Ländern:

 Émilie Aubry: 12. Platz

 Julia Dujmovits: 14. Platz

## Ergebnisse Männer

### Parallel-Riesenslalom
| Platz | Land               | Sportler           |
| ----- | ------------------ | ------------------ |
| 1     | Russland           | Alexei Schiwajew   |
| 2     | Kanada             | Michael Lambert    |
| 3     | Italien            | Luca Ponti         |
| 4     | Italien            | Andreas Perathoner |
| 5     | Kanada             | Matthew Morison    |
| 6     | Slowenien          | Rok Marguč         |
| 7     | Vereinigte Staaten | Vic Wild           |
| 8     | Italien            | Aaron March        |

Datum: 6. Februar 2006

Es waren 53 Teilnehmer am Start.

Weitere Teilnehmer aus deutschsprachigen Ländern:

 Mathias Schöpf: 9. Platz

 Renaldo Nicolussi-Castellan: 11. Platz

 Tobias Inniger: 14. Platz

 Kasper Flütsch: 18. Platz

 Alexander Bergmann: 20. Platz

 Andri Krättli: 27. Platz

 Andreas Hacksteiner: 33. Platz

 Renato Livers: disqualifiziert

 Nevin Galmarini: disqualifiziert

 Markus Schairer: disqualifiziert

### Snowboardcross
| Platz | Land               | Sportler           |
| ----- | ------------------ | ------------------ |
| 1     | Norwegen           | Øystein Wallin     |
| 2     | Italien            | Federico Raimo     |
| 3     | Frankreich         | Romain Valery      |
| 4     | Vereinigte Staaten | Alex Deibold       |
| 5     | Frankreich         | David Durand       |
| 6     | Schweiz            | Andre Burgener     |
| 7     | Italien            | Andreas Perathoner |
| 8     | Frankreich         | Robin Gaenthzirt   |
| 9     | Italien            | Emanuel Perathoner |
| 10    | Deutschland        | Konstantin Schad   |

Datum: 3. Februar 2006

Es waren 73 Teilnehmer am Start.

Weitere Teilnehmer aus deutschsprachigen Ländern:

 Nevin Galmarini: 11. Platz

 Michael Macho: 12. Platz

 Thomas Feldmann: 13. Platz

 Mario Arnold: 15. Platz

 Markus Schairer: 17. Platz

 Nicolas Tschäppät: 19. Platz

 Renaldo Nicolussi-Castellan: 25. Platz

 Mathias Schöpf: 28. Platz

 Andreas Hacksteiner: 37. Platz

 Tobias Inniger: 38. Platz

 Alexander Bergmann: 56. Platz

### Halfpipe
| Platz | Land               | Sportler          |
| ----- | ------------------ | ----------------- |
| 1     | Japan              | Kōhei Kudō        |
| 2     | Finnland           | Markus Malin      |
| 3     | Finnland           | Peetu Piiroinen   |
| 4     | Schweiz            | Daniel Friberg    |
| 5     | Japan              | Kohsuke Hosokawa  |
| 6     | Vereinigte Staaten | Dylan Bidez       |
| 7     | Norwegen           | Tore Viken Holvik |
| 8     | Japan              | Keisuke Yoshida   |

Datum: 4. Februar 2006

Es waren 74 Teilnehmer am Start.

Weitere Teilnehmer aus deutschsprachigen Ländern:

 Sandro Häfliger: 15. Platz

 Mario Käppli: 22. Platz

 Christian Haller: 24. Platz

 Gian-Luca Cavigelli: 35. Platz

 Levi Luggen: 44. Platz

 Ethan Morgan: 51. Platz

 Maximilian Gschaider: 63. Platz

 Thomas Pribik: 73. Platz

### Big Air
| Platz | Land               | Sportler          |
| ----- | ------------------ | ----------------- |
| 1     | Schweiz            | Mario Käppli      |
| 2     | Finnland           | Sami Saarenpää    |
| 3     | Vereinigte Staaten | Tim Humphreys     |
| 4     | Schweiz            | Christian Haller  |
| 5     | Schweden           | Jonas Carlson     |
| 6     | Norwegen           | Ulrik Badertscher |
| 7     | Finnland           | Pekka Ruokanen    |
| 8     | Norwegen           | Håkon Tønnessen   |

Datum: 5. Februar 2006

Es waren 49 Teilnehmer am Start.

Weitere Teilnehmer aus deutschsprachigen Ländern:

 Michael Macho: 20. Platz

 Gian-Luca Cavigelli: 22. Platz

 Levi Luggen: 31. Platz

 Thomas Franc: 38. Platz

 Thomas Pribik: 39. Platz